# Cuccaro Monferrato
Cuccaro Monferrato (piemontiul: Cucri) település Olaszországban, Piemont régióban, Alessandria megyében. Lakosainak száma 323 fő (2018. január 1.). Cuccaro Monferrato Camagna Monferrato, Fubine, Lu, Quargnento és Vignale Monferrato községekkel határos.

## Népesség
A település lakossága az elmúlt években az alábbi módon változott:

| 2017 | 328 |
| 2018 | 323 |